# Assesse
Assesse ist eine Gemeinde in der Provinz Namur im wallonischen Teil Belgiens.
Sie besteht aus den Ortsteilen Assesse, Courrière, Crupet, Florée, Maillen, Sart-Bernard und Sorinne-la-Longue.

## Sehenswürdigkeiten
Im Ortsteil Crupet befindet sich die Grotte zu Ehren des Heiligen Antonius von Padua. Sie wurde am 12. Juli 1903 eröffnet. In ihr befinden sich 22 Statuen, die Szenen aus dem Leben des Heiligen Antonius darstellen.
Ebenfalls im Ort befindet sich das weit über die Grenzen bekannte Château de Crupet.

## Verschiedenes
Der am 22. Mai 1980 entdeckte Asteroid (4191) Assesse trägt seit November 1991 den Namen der Gemeinde.

## Personen
- Henri Debehogne (1928–2007), Astronom

## Weblinks

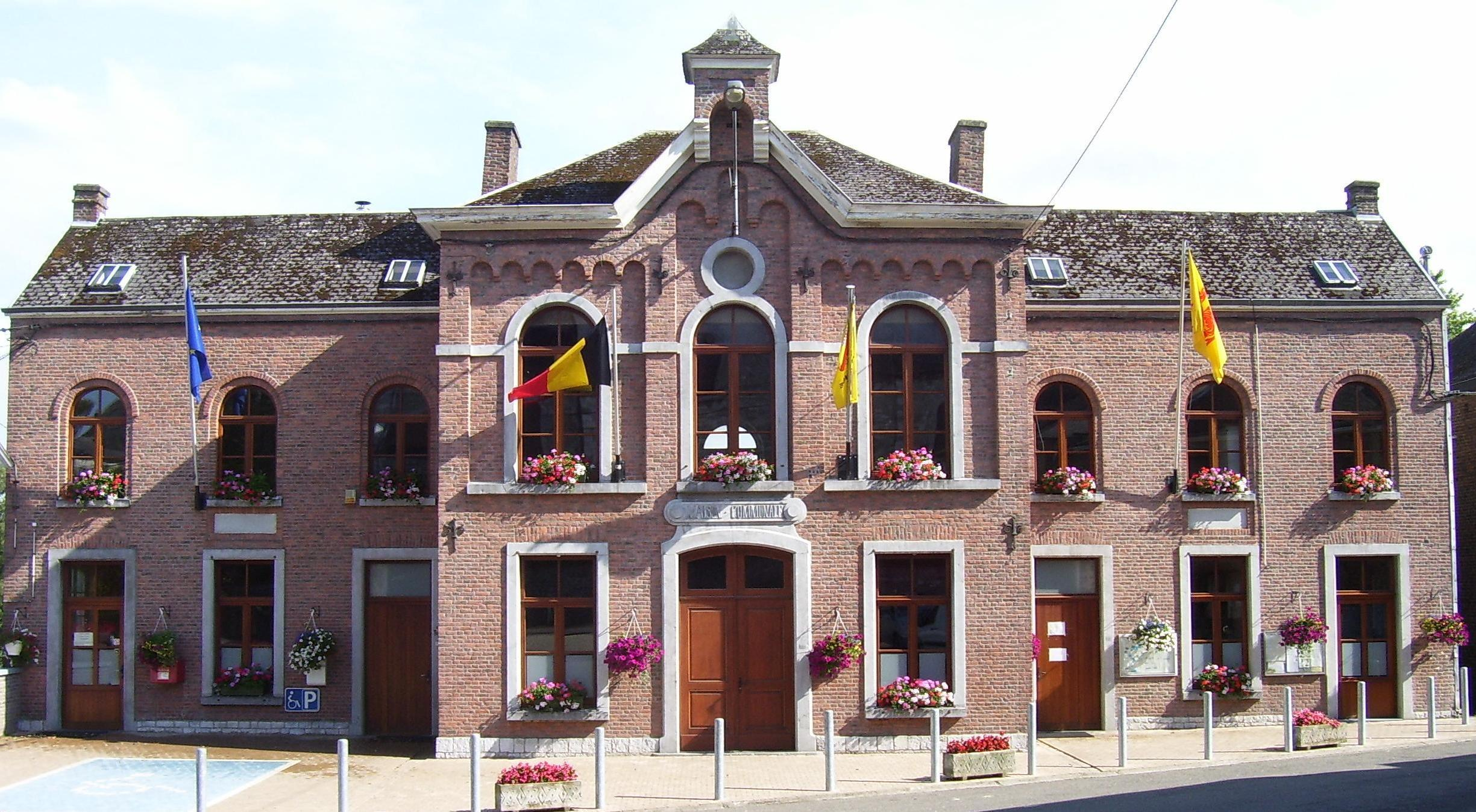
Rathaus von Assesse